# Serres-Sainte-Marie
Pour les articles homonymes, voir Serres.
Serres-Sainte-Marie (en béarnais Sèrra-Senta-Maria ou Sèrre-Sénte-Marie) est une commune française située dans le département des Pyrénées-Atlantiques, en région Nouvelle-Aquitaine.

## Géographie

### Localisation
La commune de Serres-Sainte-Marie se trouve dans le département des Pyrénées-Atlantiques, en région Nouvelle-Aquitaine.
Elle se situe à 30 km par la route de Pau, préfecture du département, et à 2,7 km d'Artix, bureau centralisateur du canton d'Artix et Pays de Soubestre dont dépend la commune depuis 2015 pour les élections départementales. 
La commune fait en outre partie du bassin de vie d'Artix.
Les communes les plus proches sont : 
Artix (2,4 km), Casteide-Cami (2,9 km), Labastide-Monréjeau (3,3 km), Boumourt (4,1 km), Urdès (4,3 km), Labastide-Monréjeau (4,3 km), Doazon (4,3 km), Labastide-Cézéracq (4,4 km).
Sur le plan historique et culturel, Serres-Sainte-Marie fait partie de la province du Béarn, qui fut également un État et qui présente une unité historique et culturelle à laquelle s’oppose une diversité frappante de paysages au relief tourmenté.

### Communes limitrophes
Les communes limitrophes sont  Artix, Casteide-Cami, Cescau, Doazon, Labastide-Monréjeau et Lacq.
| Urdès | Doazon              | Casteide-Cami       |
| Lacq  | Serres-Sainte-Marie | Cescau              |
|       | Artix               | Labastide-Monréjeau |

### Hydrographie

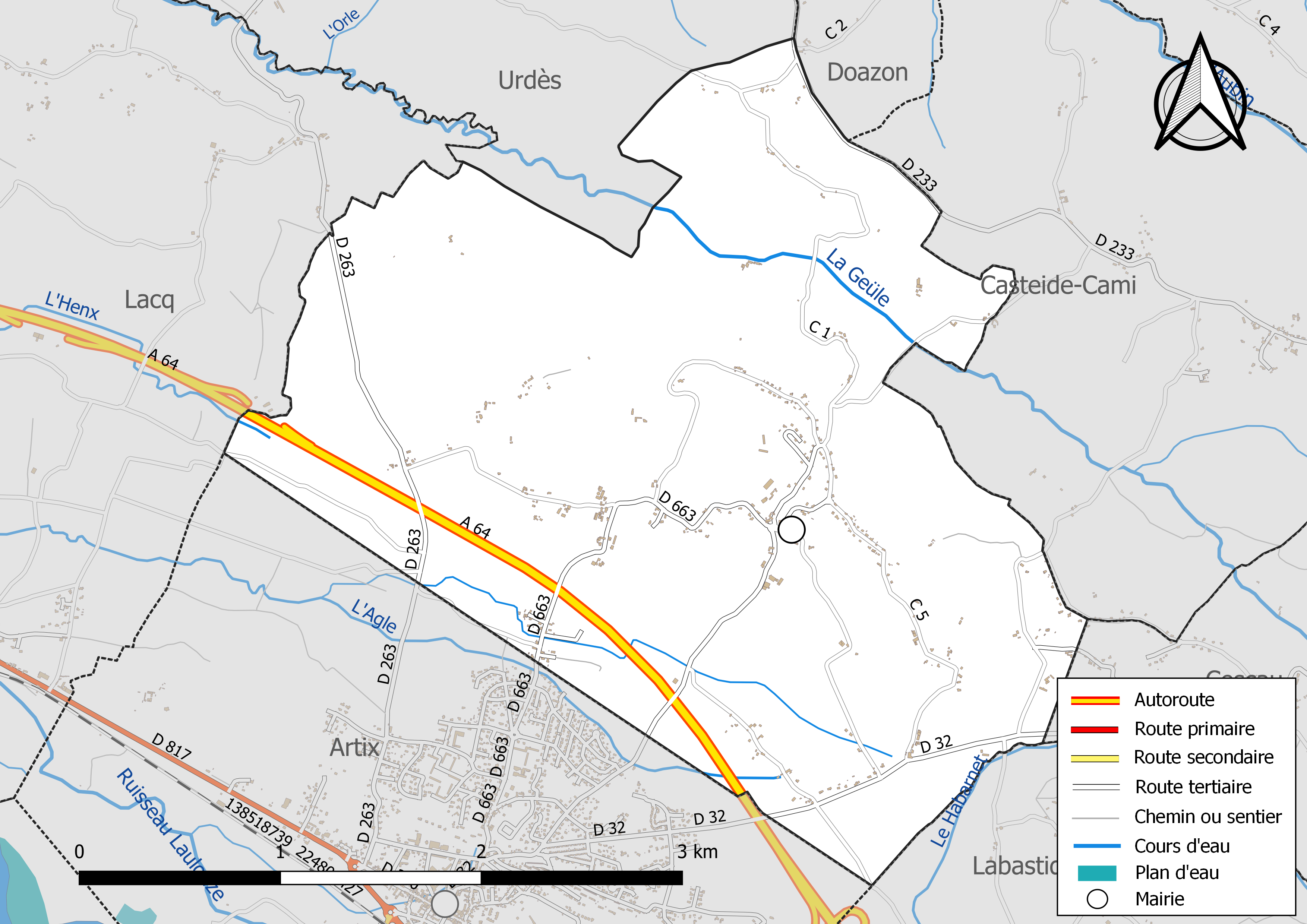
Réseaux hydrographique et routier de Serres-Sainte-Marie.

La commune est drainée par la Géüle, l'Agle, l'Henx et par divers petits cours d'eau, constituant un réseau hydrographique de 5 km de longueur totale,.
La Géüle, d'une longueur totale de 21,2 km, prend sa source dans la commune de Denguin et s'écoule d'est en ouest. Elle traverse la commune et se jette dans le Gave de Pau à Mont, après avoir traversé 9 communes.

### Climat
Pour des articles plus généraux, voir Climat de la Nouvelle-Aquitaine et Climat des Pyrénées-Atlantiques.
Historiquement, la commune est exposée à un climat de montagne.  
En 2020, Météo-France publie une typologie des climats de la France métropolitaine dans laquelle la commune est toujours exposée à un climat de montagne et est dans la région climatique Pyrénées atlantiques, caractérisée par une pluviométrie élevée (>1 200 mm/an) en toutes saisons, des hivers très doux (7,5 °C en plaine) et des vents faibles.
Pour la période 1971-2000, la température annuelle moyenne est de 13,5 °C, avec une amplitude thermique annuelle de 13,8 °C. Le cumul annuel moyen de précipitations est de 1 210 mm, avec 12,1 jours de précipitations en janvier et 8,4 jours en juillet. Pour la période 1991-2020, la température moyenne annuelle observée sur la station météorologique la plus proche, située sur la commune de Pomps à 9 km à vol d'oiseau, est de 14,1 °C et le cumul annuel moyen de précipitations est de 1 062,2 mm,. Pour l'avenir, les paramètres climatiques de la commune estimés pour 2050 selon différents scénarios d’émission de gaz à effet de serre sont consultables sur un site dédié publié par Météo-France en novembre 2022.

### Milieux naturels et biodiversité

#### Réseau Natura 2000
Le réseau Natura 2000 est un réseau écologique européen de sites naturels d'intérêt écologique élaboré à partir des Directives « Habitats » et « Oiseaux », constitué de zones spéciales de conservation (ZSC) et de zones de protection spéciale (ZPS).
Un site Natura 2000 a été défini sur la commune au titre de la « directive Habitats » : le « gave de Pau », d'une superficie de 8 194 ha, un vaste réseau hydrographique avec un système de saligues encore vivace,.

## Urbanisme

### Typologie
Au 1er janvier 2024, Serres-Sainte-Marie est catégorisée commune rurale à habitat dispersé, selon la nouvelle grille communale de densité à sept niveaux définie par l'Insee en 2022.
Elle est située hors unité urbaine. Par ailleurs la commune fait partie de l'aire d'attraction de Pau, dont elle est une commune de la couronne,. Cette aire, qui regroupe 227 communes, est catégorisée dans les aires de 200 000 à moins de 700 000 habitants,.

### Occupation des sols

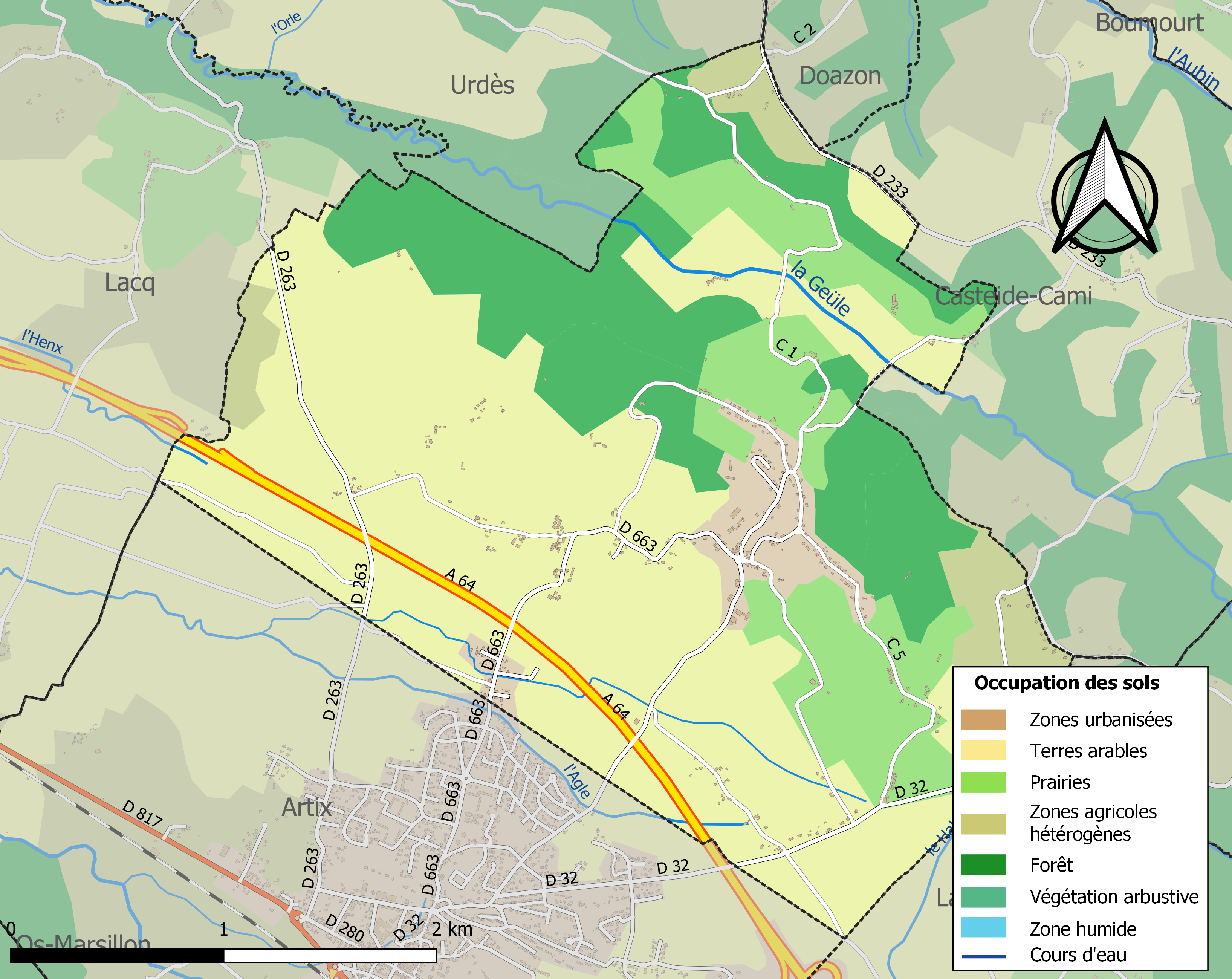
Carte des infrastructures et de l'occupation des sols de la commune en 2018 (CLC).

L'occupation des sols de la commune, telle qu'elle ressort de la base de données européenne d’occupation biophysique des sols Corine Land Cover (CLC), est marquée par l'importance des territoires agricoles (75,1 % en 2018), en diminution par rapport à 1990 (79 %). La répartition détaillée en 2018 est la suivante : 
terres arables (54,7 %), forêts (20,1 %), prairies (14,8 %), zones agricoles hétérogènes (5,7 %), zones urbanisées (4,8 %). L'évolution de l’occupation des sols de la commune et de ses infrastructures peut être observée sur les différentes représentations cartographiques du territoire : la carte de Cassini (XVIIIe siècle), la carte d'état-major (1820-1866) et les cartes ou photos aériennes de l'IGN pour la période actuelle (1950 à aujourd'hui).

### Lieux-dits et hameaux
- Bas ;
- l'Église ;
- Larecon ;
- Layéoule ;
- Mounac ;
- Sergos.

### Voies de communication et transports
Serres-Sainte-Marie est desservie par les routes départementales RD 32 et RD 263.

### Risques majeurs
Le territoire de la commune de Serres-Sainte-Marie est vulnérable à différents aléas naturels : météorologiques (tempête, orage, neige, grand froid, canicule ou sécheresse) et séisme (sismicité modérée). Il est également exposé à un risque technologique,  le transport de matières dangereuses, et à un risque particulier : le risque de radon. Un site publié par le BRGM permet d'évaluer simplement et rapidement les risques d'un bien localisé soit par son adresse soit par le numéro de sa parcelle.

#### Risques naturels

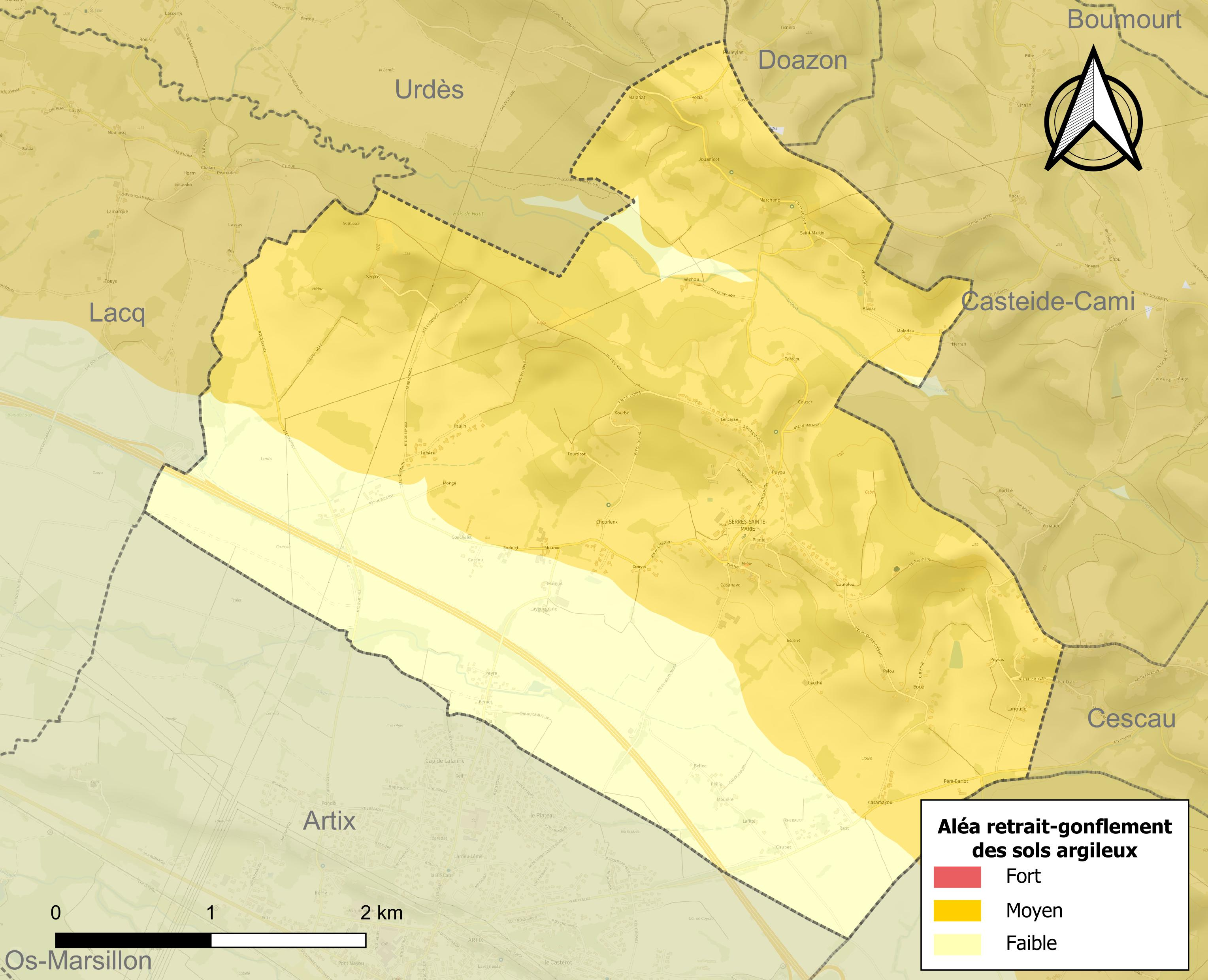
Carte des zones d'aléa retrait-gonflement des sols argileux de Serres-Sainte-Marie.

Le retrait-gonflement des sols argileux est susceptible d'engendrer des dommages importants aux bâtiments en cas d’alternance de périodes de sécheresse et de pluie. 70,6 % de la superficie communale est en aléa moyen ou fort (59 % au niveau départemental et 48,5 % au niveau national). Depuis le 1er octobre 2020, en application de la loi ELAN, différentes contraintes s'imposent aux vendeurs, maîtres d'ouvrages ou constructeurs de biens situés dans une zone classée en aléa moyen ou fort,.
La commune a été reconnue en état de catastrophe naturelle au titre des dommages causés par les inondations et coulées de boue survenues en 1982, 1983, 2009 et 2018 et

#### Risque particulier
Dans plusieurs parties du territoire national, le radon, accumulé dans certains logements ou autres locaux, peut constituer une source significative d’exposition de la population aux rayonnements ionisants. Selon la classification de 2018, la commune de Serres-Sainte-Marie est classée en zone 2, à savoir zone à potentiel radon faible mais sur lesquelles des facteurs géologiques particuliers peuvent faciliter le transfert du radon vers les bâtiments.

## Toponymie
Le toponyme Serres-Sainte-Marie apparaît sous les formes Serre (1101, cartulaire de Lescar), Serres (XIIIe siècle, fors de Béarn), Sancta-Maria de Serris (1349), Le priorat de Sente-Marie de Serres et Nostre-Done de Serres (respectivement 1343 et 1344, notaires de Pardies).
Son nom béarnais est Sèrra-Senta-Maria ou Sèrre-Sénte-Marie.
Provenant d'un terme pré-indo-européen serre / serra « montagne allongée  », de l'oïl serre « montagne », qui a dû avoir le même sens que l'occitan serra : « épine dorsale, ligne de crête d'une hauteur allongée » ; le pluriel est récent.

## Histoire
Paul Raymond note qu'en 1385, la commune comptait 13 feux fiscaux et dépendait du bailliage de Pau.

## Politique et administration

### Intercommunalité
Serres-Sainte-Marie était membre du « District de la zone de Lacq », avec 16 autres communes. Cette structure se transforme en communauté de communes, un établissement public de coopération intercommunale (EPCI) à fiscalité propre, le 15 juin 2000 qui prend la dénomination de communauté de communes de Lacq.
Celle-ci fusionne avec sa voisine pour former, le 1er janvier 2014, la communauté de communes de Lacq-Orthez, dont la commune est désormais membre.
Serres-Sainte-Marie est également membre en 2020 d'autres  structures intercommunales :
- le Syndicat du bassin versant des Luys ;
- le syndicat d'énergie des Pyrénées-Atlantiques ;
- le syndicat mixte  eau et assainissement des Trois Cantons ;
- l'Agence publique de gestion locale.

### Liste des maires
| Période                                  | Période                         | Identité      | Étiquette | Qualité                                                                          |
| ---------------------------------------- | ------------------------------- | ------------- | --------- | -------------------------------------------------------------------------------- |
| Les données manquantes sont à compléter. |                                 |               |           |                                                                                  |
| 1995                                     | 2001                            | Jean Nédellec |           |                                                                                  |
| 2001                                     | En cours (au 24 septembre 2020) | Gérard Ducos  |           | Vice-président de la CC de Lacq-Orthez (2014 → ) Réélu pour le mandat 2020-2026, |

## Population et société

### Démographie
L'évolution du nombre d'habitants est connue à travers les recensements de la population effectués dans la commune depuis 1793. Pour les communes de moins de 10 000 habitants, une enquête de recensement portant sur toute la population est réalisée tous les cinq ans, les populations de référence des années intermédiaires étant quant à elles estimées par interpolation ou extrapolation. Pour la commune, le premier recensement exhaustif entrant dans le cadre du nouveau dispositif a été réalisé en 2004.

En 2022, la commune comptait 601 habitants, en évolution de +7,9 % par rapport à 2016 (Pyrénées-Atlantiques : +3,78 %, France hors Mayotte : +2,11 %).
| 1793 | 1800 | 1806 | 1821 | 1831 | 1836 | 1841 | 1846 | 1851 |
| ---- | ---- | ---- | ---- | ---- | ---- | ---- | ---- | ---- |
| 307  | 304  | 243  | 427  | 462  | 454  | 468  | 471  | 441  |

| 1856 | 1861 | 1866 | 1872 | 1876 | 1881 | 1886 | 1891 | 1896 |
| ---- | ---- | ---- | ---- | ---- | ---- | ---- | ---- | ---- |
| 402  | 400  | 387  | 320  | 323  | 308  | 287  | 260  | 278  |

| 1901 | 1906 | 1911 | 1921 | 1926 | 1931 | 1936 | 1946 | 1954 |
| ---- | ---- | ---- | ---- | ---- | ---- | ---- | ---- | ---- |
| 269  | 272  | 288  | 278  | 249  | 253  | 254  | 234  | 257  |

| 1962 | 1968 | 1975 | 1982 | 1990 | 1999 | 2004 | 2006 | 2009 |
| ---- | ---- | ---- | ---- | ---- | ---- | ---- | ---- | ---- |
| 287  | 299  | 375  | 472  | 456  | 456  | 488  | 499  | 451  |

| 2014 | 2019 | 2022 | - | - | - | - | - | - |
| ---- | ---- | ---- | - | - | - | - | - | - |
| 540  | 571  | 601  | - | - | - | - | - | - |

### Enseignement
Serres-Sainte-Marie dépend de l'académie de Bordeaux.
La commune dispose d'une école primaire, qui accueille 43 élèves[Quand ?].

### Manifestations culturelles et festivités
La fête communale a lieu le 15 août.

## Culture locale  et patrimoine
L'église paroissiale de l'Assomption de Serres-Sainte-Marie, datant du Xe siècle, de style roman, a été remanié au XVIe siècle, à la suite d'un incendie survenu en 1596.
Le Lac de Peyre, plan d'eau artificiel de deux hectares, alimenté par les eaux du ruisseau Agle, est créé en 2011.